# Stranda
Stranda è un comune norvegese della contea di Møre og Romsdal.